# Alto Egipto

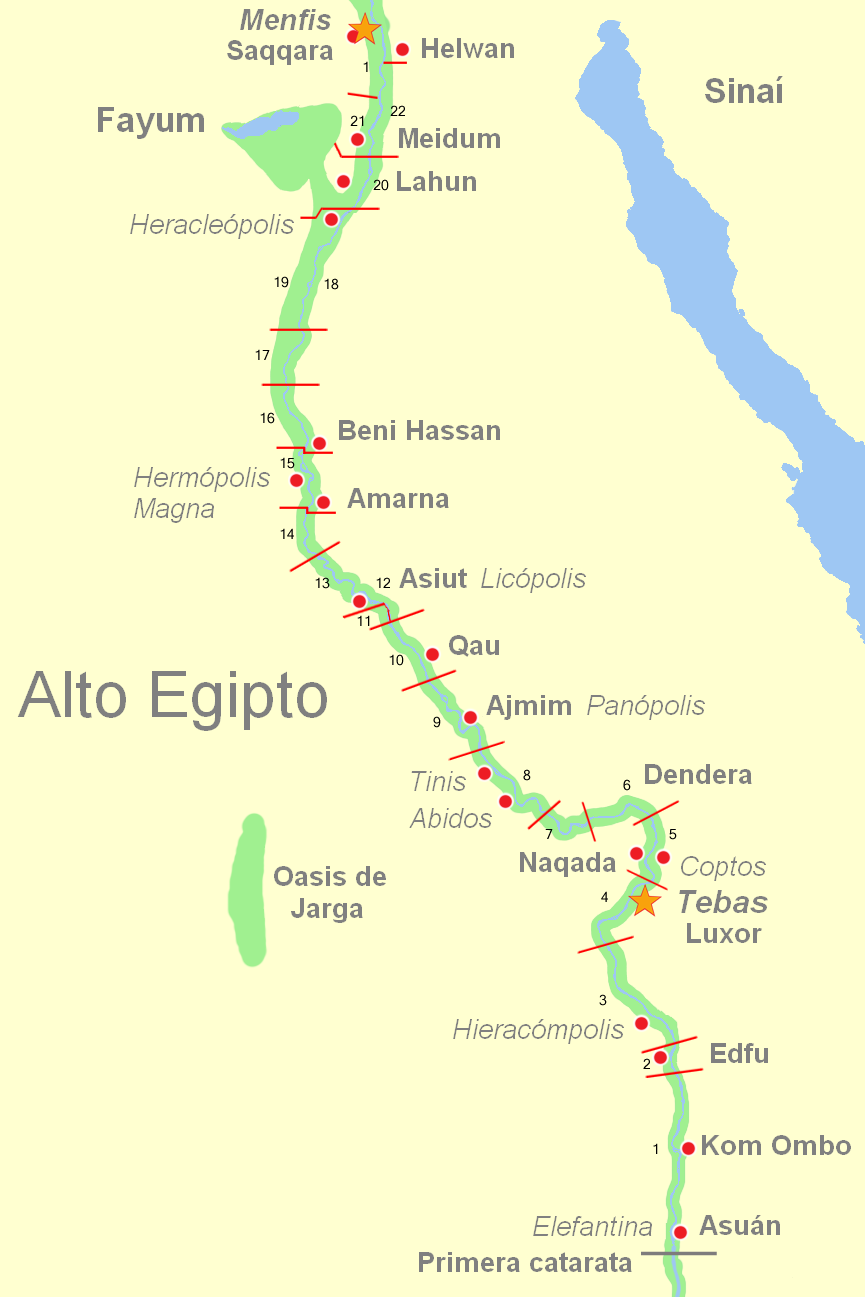
El Alto Egipto y sus nomos.

Alto Egipto se denomina a la zona sur del país, la que se extiende desde el sur de la antigua región de Menfis (cercana a El Cairo), hasta la primera catarata del río Nilo (en Asuán), pero durante la época faraónica se llamó schmau «tierra de la cebada». 
La región del delta del Nilo recibe la denominación de Bajo Egipto. Abarca aproximadamente desde Alejandría en el oeste a Puerto Saíd en el este (en la costa del mar Mediterráneo) y hasta la ciudad de El Cairo por el sur.
Tanto el Alto Egipto como el Bajo Egipto están situados en el Bajo Nilo.

## Historia
Durante el periodo predinástico de Egipto surgieron dos reinos independientes: el Alto y el Bajo Egipto. Fueron reunidos por el Faraón Menes, del Alto Egipto, bajo su mando, comenzando con este acontecimiento la historia dinástica de Egipto.
El Alto Egipto tenía un entorno excepcional: comprendía una llanura muy fértil gracias a los aluviones del Nilo, y producía excedentes alimenticios. A poca distancia, en el desierto colindante, había oasis desde los que se organizaban expediciones a los yacimientos mineros del desierto y a las montañas del Sinaí, para obtener metales y piedras preciosas.
Esta riqueza convirtió al país en un cruce de rutas comerciales, tanto por tierra desde Nubia al sur y el mar Rojo al este, la llamada ruta Uadi Hammamat, comercio que está confirmado por el hallazgo en Abidos de ánforas de vino procedentes de Canaán. Evidentemente, también existía la ruta fluvial del Nilo hacia el Delta. Esta riqueza del país se reflejaba en la de sus gobernantes, que emplearon parte de estas riquezas en sus tumbas.
Los primeros reyes del Alto Egipto consiguieron convencer a sus súbditos de dos sucesos fundamentales para ellos: que eran los responsables tanto de las crecidas del río, como de la unión con el Bajo Egipto, hechos que no se dejaron olvidar, manteniendo todo un rango de símbolos: el trono, la corona doble, los cetros, así como la identificación con los dioses; ya en tiempos predinásticos, el rey estaba «homologado» con Horus, que se encarnaba en cada faraón. El culto a Horus era practicado en todo Egipto.
|  |

|  |

|  |

|  |

|  |

|  |

|  |

|  |

El dios supremo del Alto Egipto era Seth y el símbolo la corona Blanca (Hedyet), la diosa buitre Nejbet y la flor blanca de loto; otro símbolo fue el junco, frecuentemente representado junto con la abeja del Bajo Egipto, precediendo al cartucho que contenía el nombre del faraón.
La corona Blanca se unificó, al inicio de la primera dinastía, con la Corona Roja del Bajo Egipto, originando la Corona Doble, principal símbolo de los faraones como reyes del Alto y Bajo Egipto.

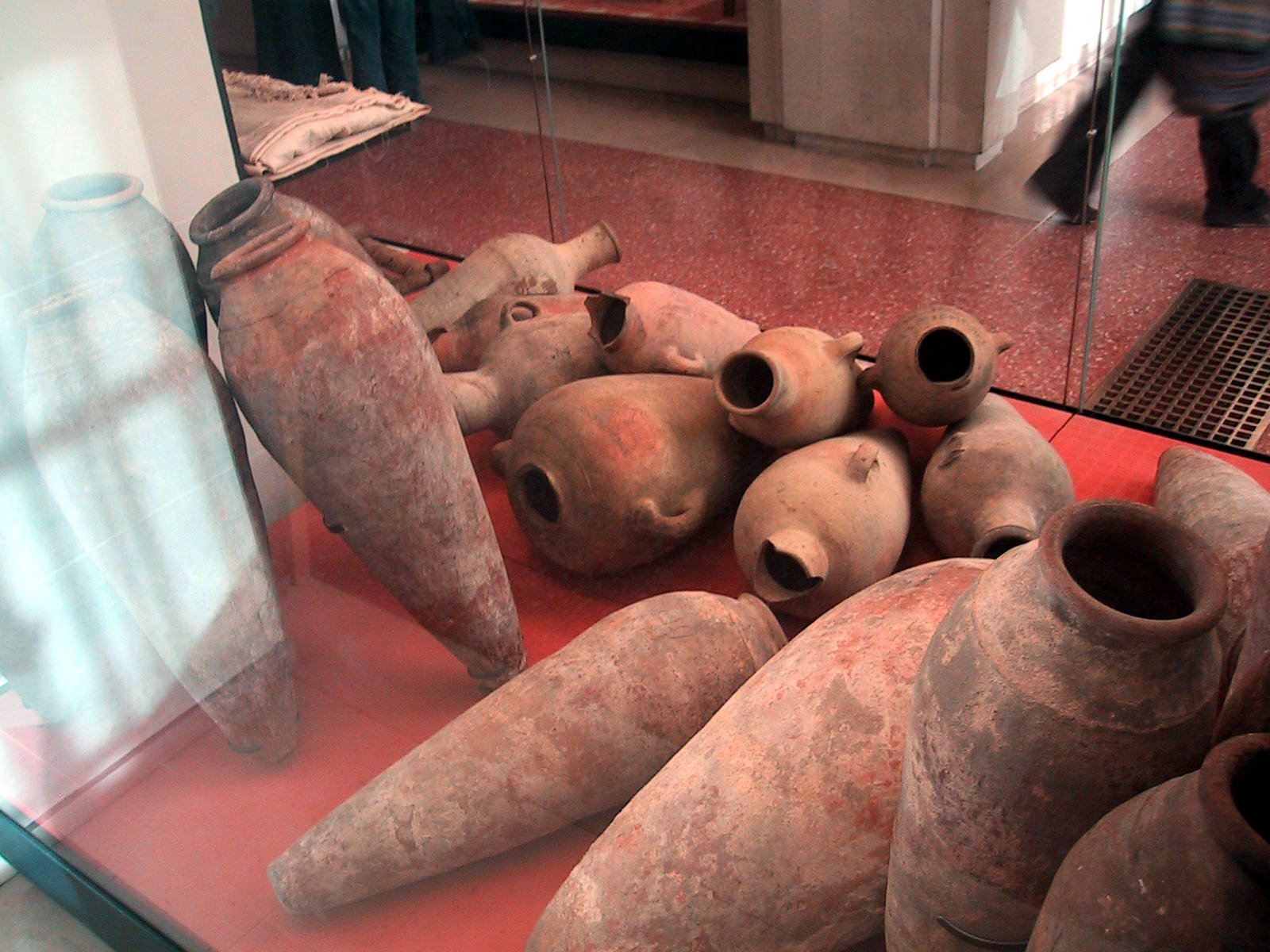
Ánforas de vino de la época tinita. Abidos. Museo del Louvre.

## La Tebaida
En la época de Estrabón, que visitó Egipto c. 25 a. C., Egipto estaba dividido en 37 nomos: 10 en el Bajo Egipto (delta del Nilo), 17 en Egipto Medio y otros 1000 ***** en el Alto Egipto: la Tebaida. 
Según Plinio el Viejo, escritor del siglo I, el número de los nomos varió entre 37 y 47. 
Las localidades más importantes del Alto Egipto, desde Tebas hasta la primera catarata, son:
| - Armant (Hermontis) - Tod (Tuphion) - Gebelein (Afroditópolis) - Medinet el-Fayum (Cocodrilópolis) - Esna (Latópolis) | - El Kab (Ilitiáspolis) - El Kula - Kom el-Hamar (Hieracómpolis) - Edfu (Apolinópolis Magna) - Gebel el-Silsila | - Kom Ombo (Ombos) - Elefantina - Asuán (Siena) - Isla de File - Isla de Biga |